# Амстердамский свободный университет
Амстердамский свободный университет (нидерл. Vrije Universiteit Amsterdam) — университет в Амстердаме, Нидерланды. Размещен главным образом в пригороде Бёйтенфелдерт в нескольких километрах южнее центра Амстердама. Является одним из ведущих научно-исследовательских университетов страны и входит в число ведущих университетов Европы, в том числе и согласно перечню лучших вузов мира, утверждённому распоряжением Правительства Российской Федерации от 20 июня 2014 г. № 1094-р для участников государственной программы «Глобальное образование». При университете действует ряд специализированных научно-исследовательских институтов, среди которых наиболее известен Международный институт социальной истории, располагающий уникальными архивами по политическим движениям современной эпохи.

## Общие сведения
Амстердамский свободный университет был учрежден в 1880 году политиком и журналистом (впоследствии премьер-министром Нидерландов) Абрахамом Кайпером как первый протестантский университет страны; сам Кайпер преподавал теологию и был первым ректором.
Vrije Universiteit дословно переводится как Свободный университет, что во времена его основания означало независимость университета как от государства, так и от церкви. Логотипом университета служит грифон: существо с телом льва, головой и крыльями орла и ушами лошади. Грифон символизирует такие особенности университета, как связь с реальностью, динамичность, свободолюбие и стремление вперед.
Современный кампус университета размещен в районе Бёйтенфелдерт в нескольких километрах южнее центра Амстердама недалеко от бизнес-района Зёйдас.
В 2016/2017 учебном году во Vrije Universiteit Amsterdam обучалось более 22 960 студентов, большинство из которых — на дневной форме обучения.

## Рейтинг
Амстердамский свободный университет отличается эффективно организованным обучением и четкой структурой учебных программ. Обучение ведется в небольших группах с фокусом на взаимодействие студентов и персонализацию обучения. Университет занимает высокие позиции в трех ключевых мировых рейтингах: номер 109 в Лейденском рейтинге CWTS (2018), на позициях с 101 по 150 в Академическом рейтинге университетов мира Шанхайского университета Цзяо Тун (2017), номер 164 в Times Higher Education World University Rankings (2018).

## Учебный процесс
Обучение в Амстердамском свободном университете организовано на 10 факультетах по программам бакалавриата и магистратуры.
Язык преподавания большинства программ бакалавриата — голландский. На многих магистерских программах обучение проходит полностью на английском языке. Ежегодно около восьми тысяч студентов поступают во Vrije Universiteit Amsterdam для обучения по магистерским программам, на некоторых из которых число иностранных студентов значительно превосходит число студентов из Нидерландов.
Как и в случае со всеми аккредитованными университетами в Нидерландах, студенты бакалавриата и магистратуры вносят установленную законом оплату за обучение, которая в настоящее время составляет около €2,000 в год для студентов из стран Европейского союза, и от €8,700 до €15,500 в год — для нерезидентов Европейского союза.

## Процедура поступления
Процесс поступления в Амстердамский свободный университет определяется выбранной программой обучения. Общим требованием к иностранным кандидатам является предоставление официальных результатов теста по английскому языку (IELTS, TOEFL, CAE, CPE). Дополнительные требования к поступающим зависят от уровня обучения (бакалавриат или магистратура), а также специализации. Для программ бакалавриата необходимо наличие оконченного среднего образования, для магистерских программ — степени бакалавра по специальности, связанной с программой магистратуры. Подача документов осуществляется онлайн в установленные университетом сроки. Срок подачи документов для иностранных студентов — до 1 апреля.